# ۲۸۳ (قمری)
۲۸۳ (قمری)، دویست و هشتاد و سومین سال در گاهشماری هجری قمری است. اول محرم این سال برابر با بیست و سوم فوریه سال ۸۹۶ میلادی است.

## رویدادها
- رافع بن هرثمه الیساری در جنگ با عمرو لیث ابتدا پیروز ولی بعد شکست خورد و مجبور شد به سمت خوارزم برود. شاه خوارزم ابوسعید را برای استقبال او فرستاد. اما ابوسعید که کم بودن یاران رافع را دید، همه دارایی او را غارت کرده و سر رافع را بریده نزد عمرو لیث فرستاد. عمرولیث سر رافع را برای خلیفه فرستاد و در عوض حکومت ری به او سپرده شد.

## وابسته
- علی بن حسین مسعودی